# Torneio de tênis de Båstad
O torneio de tênis de Båstad compreende os eventos profissionais de tênis que acontecem ou aconteceram em Båstad, na Suécia. Nunca foi combinado no calendário de elite, embora isso possa ter acontecido em 1991, 1976–1974 e 1971.
Atualmente, recebe o evento masculino do calendário principal e um feminino de nível challenger, ambos com o nome comercial de Nordea Open. Historicamente, seus torneios são/foram:
- ATP de Båstad, torneio masculino organizado pela Associação de Tenistas Profissionais, na categoria ATP 250;
- WTA de Båstad, torneio feminino organizado pela Associação de Tênis Feminino, na categoria WTA International, até 2017;
- WTA Challenger de Båstad, torneio feminino organizado pela Associação de Tênis Feminino, na categoria WTA 125.